# Ga Jamsilsaenae
Ga Jamsilsaenae (Tiếng Hàn: 잠실새내역, Hanja: 蠶室새내驛) là ga trên Tàu điện ngầm Seoul tuyến 2 ở Jamsil-dong, Songpa-gu, Seoul. Tên cũ là ga Sincheon.

## Lịch sử
- 28 tháng 5 năm 1980: Thông báo đặt tên ga cho Ga Sincheon (新川驛)[2]
- 31 tháng 10 năm 1980: Bắt đầu hoạt động với việc khai trương Tàu điện ngầm Seoul tuyến 2 đoạn Sinseol-dong ~ Khu liên hợp thể thao
- 15 tháng 12 năm 2016: Tên ga được đổi thành Ga Jamsilsaenae[3]
- 17 tháng 12 năm 2018 ~ Tháng 3 năm 2021: Tu sửa nhà ga do xuống cấp[4]

## Bố trí ga
| Jamsil ↑            |
| \| Vòng ngoài       |
| ↓ Liên hợp thể thao |

| Vòng ngoài | ●Tuyến 2 | ← Hướng đi Jamsil · Seongsu · Wangsimni · Toà thị chính |
| Vòng trong | ●Tuyến 2 | → Hướng đi Liên hợp thể thao · Samseong · Gangnam →     |

## Xung quanh nhà ga
| Lối ra \| 나가는 곳 \| Exit \| 出口 | Lối ra \| 나가는 곳 \| Exit \| 出口 |
| ----------------------------------- | --- |
| 1                                   | Jamsil Trigium (Cổng phía Nam) Jamsil Raemian Lake Palace Trường trung học Yeongdongil Trường tiểu học Seoul Beodeul Galleria Palace Seoul Nori Madang Hướng đi Ga Jamsil                                                               |
| 2                                   | Jamsil Trigium (Cổng phía Tây) Chợ truyền thống Saemaeul Trường tiểu học Seoul Jamjeon Trung tâm mua sắm Jamsil Trigium Jamsil Raemian Lake Palace                                                                                      |
| 3                                   | Chợ truyền thống Saemaeul |
| 4                                   | Trung tâm phúc lợi cộng đồng Jamsil Văn phòng đăng ký tòa án quận phía đông Seoul |
| 5                                   | Trường trung học cơ sở Sincheon Bưu điện Jamsil 2-dong Jamsil Els APT Trung tâm mua sắm Jamsil Els Hướng tới khu liên hợp thể thao |
| 6                                   | Jamsil Els APT Trung tâm mua sắm Jamsil Els Trường tiểu học Seoul Jamil Công viên Jamsil Hangang |
| 7                                   | Jamsil Ricenz APT Trung tâm mua sắm Jamsil Ricenz Trường trung học Jamsin Công viên Jamsil Hangang |
| 8                                   | Jamsil 2-dong · Trung tâm cộng đồng Jamsil 2-dong Trung tâm An toàn Công cộng Jamsil 2 Jamsil Ricenz APT Trung tâm mua sắm Jamsil Ricenz Văn phòng Giáo dục Gangdong Songpa Trường trung học cơ sở Jamsin Trường tiểu học Seoul Jamshin |

## Hình ảnh

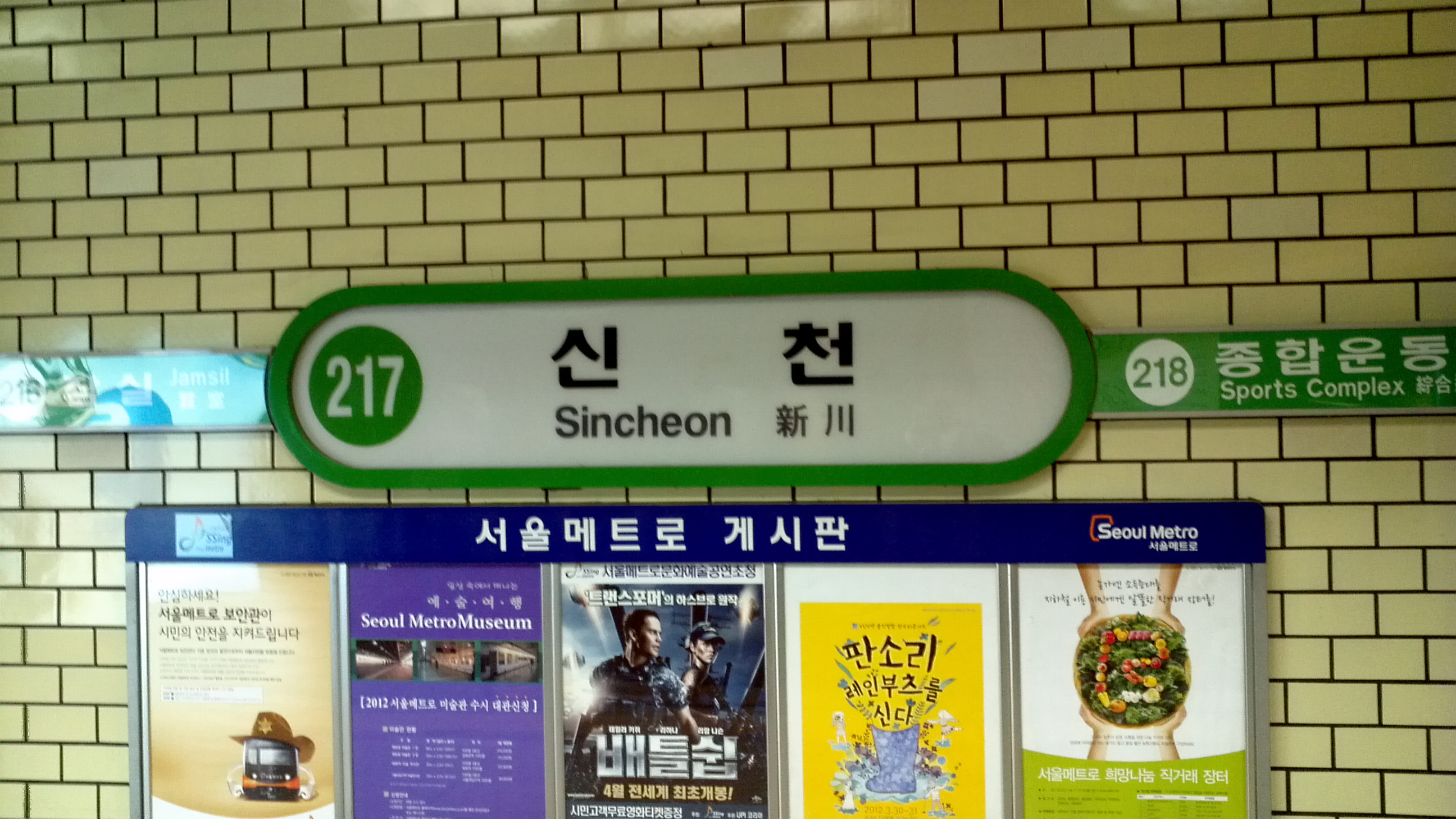
Bảng tên ga (Thời tên ga là Ga Sincheon)
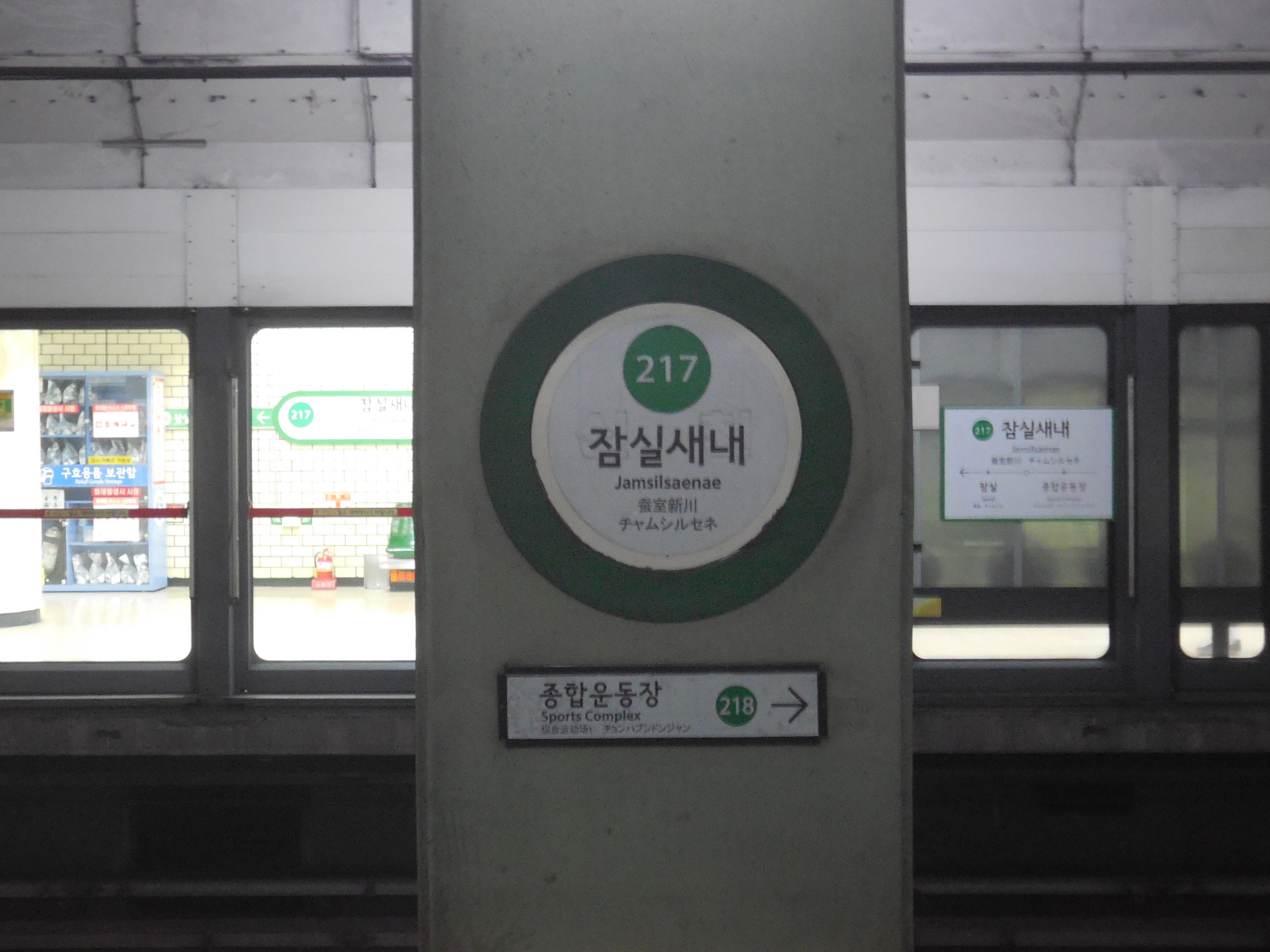
Bảng tên nhà ga được gắn vào một cột (nếu nhìn kỹ có thể thấy biển hiệu Sincheon).
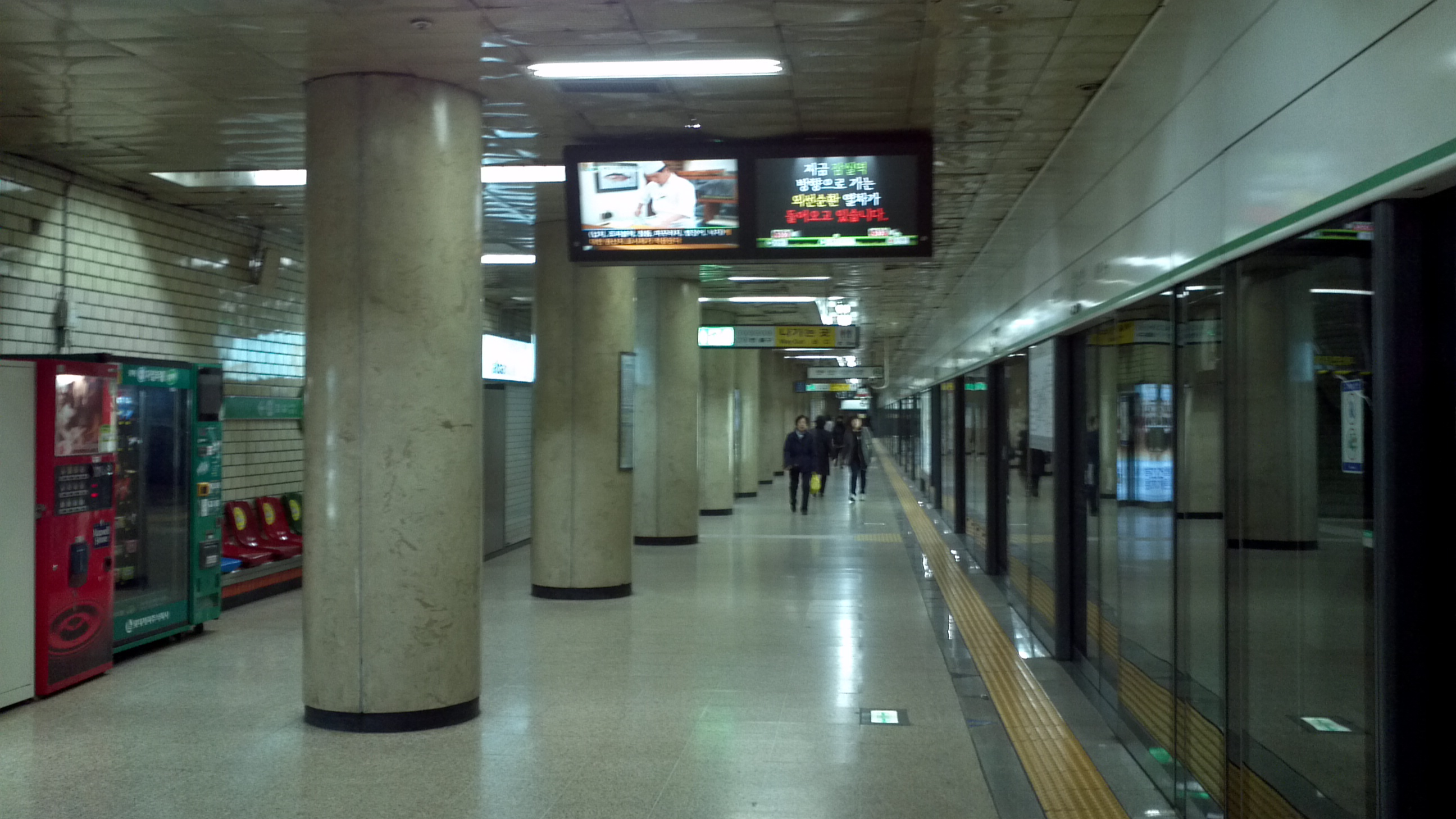
Sân ga (trước khi tu sửa)
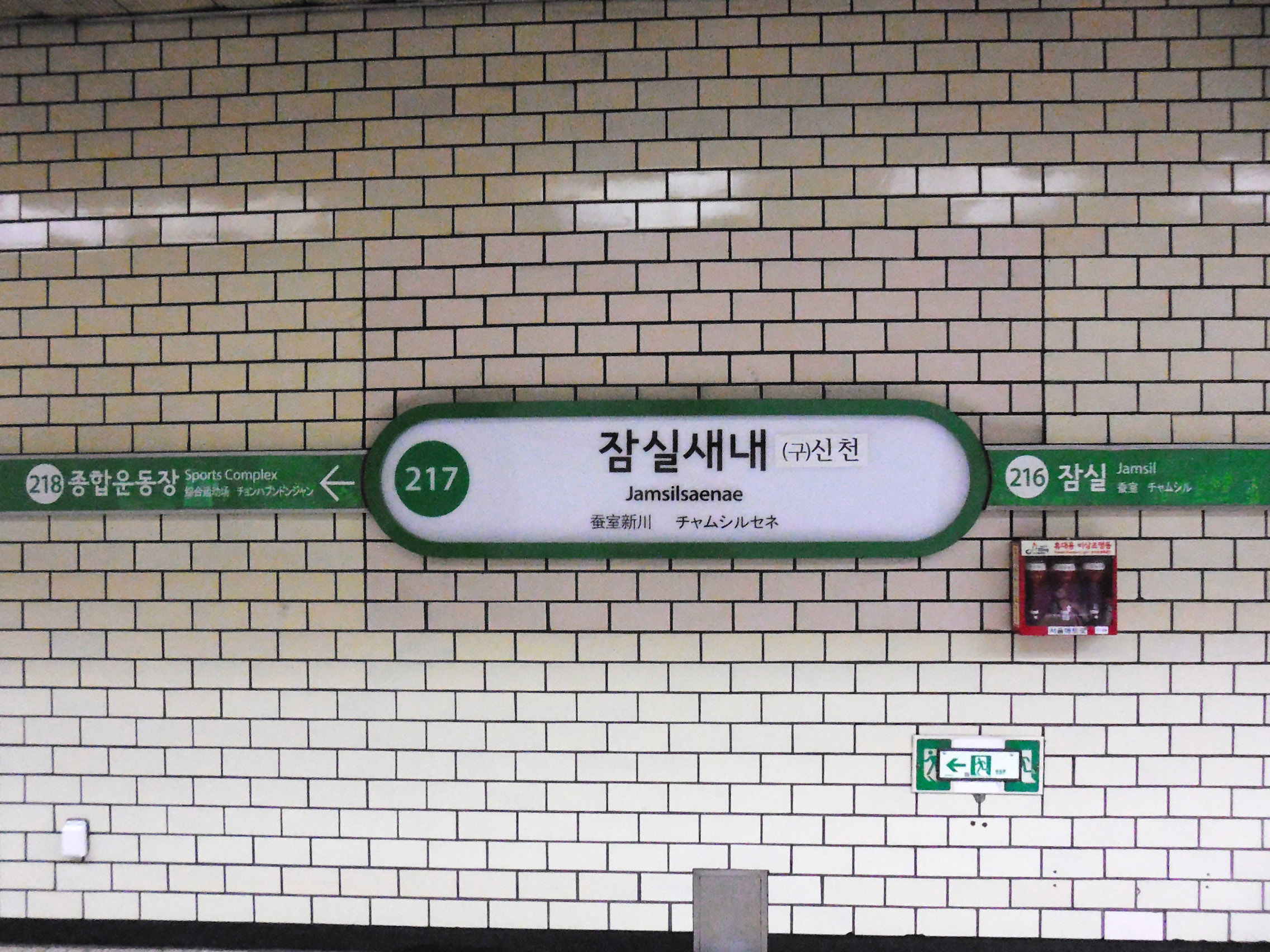
Bảng tên ga gắn trên bệ